# Courtney Smith (rugby à XV)
Pour les articles homonymes, voir Courtney Smith.
Pas d'image ? Cliquez ici

a Compétitions nationales et continentales officielles uniquement.

b Matchs officiels uniquement.
Dernière mise à jour le 1 février 2024.
Courtney Dwight Smith, né le 14 avril 1971 à Kingston, est un joueur canadien de rugby à XV évoluant au poste d'ailier.

## Carrière
Il compte 21 sélections avec l'équipe du Canada de rugby à XV de 1995 à 1999, jouant un match de la phase de poules de la Coupe du monde de rugby à XV 1999.